# Blue Birds
De Blue Birds is een honkbal- en softbalvereniging in de Nederlandse gemeente Delft.

## Geschiedenis
De vereniging werd op 1 juli 1966 opgericht als Wippolder honkbalvereniging The Blue Birds, destijds een afdeling van de voetbalclub Wippolder. De vereniging begon met een eigen honkbalveld op het sportpark Oude Laan aan de Schoemakersstraat en kreeg in 1970 een eigen clubgebouw. Toen werd de vereniging verzelfstandigd en werd de huidige naam gevoerd. Aanvankelijk begon men met enkele spelers waarvan een team geformeerd werd, aangevuld met voetballers die in de zomer wilden honkballen. Maar al spoedig groeide de vereniging uit met de toestroom van studenten van de Universiteit van Delft die al konden honkballen vanuit hun oorspronkelijke woonplaats, spelers die tot dan toe niet in Delft terecht hadden gekund en jeugd, waardoor meerdere teams en een jeugdafdeling gevormd konden worden. In 1976 behaalde het eerste herenteam de eerste klasse (tegenwoordig overgangsklasse) van de KNBSB. In 1974 werd een dames softbalafdeling toegevoegd en in 1980 een heren softbalafdeling. In 1993 verhuisde de vereniging naar een nieuwe locatie aan de Mekelweg 20. Hier heeft men de beschikking over een honkbalveld dat goedgekeurd is tot overgangsklasseniveau en een geïntegreerd jeugd- en softbalveld met verlichting. Ook is er een clubgebouw en een eigen trainingshal gevestigd op het complex.

## Vereniging
Momenteel telt de vereniging ruim 320 leden. Deze komen uit in 4 honkbalteams, 1 honkbaljuniorenteam, 3 aspirantenteams, 4 pupillenteams, 2 beeballteams, 1 softbal juniorenteam, 1 softbal aspirantenteam, 1 softbal pupillenteam, 3 damessoftbalteams, 2 herensoftbalteams en een recreantenteam. Een G-team is in oprichting.
Het eerste honkbalteam komt na een aantal jaren overgangsklasse in 2009-2012 momenteel uit in de eerste klasse. Het eerste dames softbalteam speelt in de derde klasse en het eerste herensoftbalteam komt ook uit in de derde klasse. De vereniging biedt verder gastvrijheid aan de studentenhonkbal en softbalclub Hitmanics. Behalve competitie worden er jaarlijks evenementen georganiseerd als het jeugdkamp met Pinksteren, het Horecatoernooi met deelnemende softbalteams uit de Delftse horeca, een bedrijventoernooi en een familiedag.